# Shojruh Bajtiyorov
Shojruh Bajtiyorov (17 de marzo de 2000) es un deportista uzbeko que compite en judo. Ganó una medalla de bronce en el Campeonato Asiático de Judo de 2022, en la categoría de +100 kg.

## Palmarés internacional
| Campeonato Asiático | Campeonato Asiático    | Campeonato Asiático | Campeonato Asiático |
| Año                 | Lugar                  | Medalla             | Categoría           |
| ------------------- | ---------------------- | ------------------- | ------------------- |
| 2022                | Nursultán (Kazajistán) | Medalla de bronce   | +100 kg             |